# Comitas pachycercus
Comitas pachycercus é uma espécie de gastrópode do gênero Comitas, pertencente a família Pseudomelatomidae.